# Primera División del Campeonato de Futsal AFA
La Primera División de Argentina es la máxima categoría de fútbol sala del Campeonato de Futsal AFA. La primera edición tuvo lugar en 1986 y su actual campeón es 17 de Agosto.

## Sistema de competición
El torneo compuesta por 18 equipos, que se enfrentan entre sí una vez por torneo, cambiando la localía en el siguiente torneo. La primera vuelta se denomina Torneo Apertura y la segunda vuelta Torneo Clausura. Habiendo 2 campeones por temporada. Para el descenso de división se considera el promedio de puntos sobre los partidos jugados de las 3 últimas temporadas (6 últimos torneos). Los 2 últimos de esa tabla descienden a Segunda División, el 15º y el 16º juegan una promoción con 2 equipos de esa división.
Ambos campeones consiguen la clasificación al Torneo Nacional de Futsal. En caso de ser el mismo club el ganador de los 2 torneos, obtiene la restante plaza el ganador del enfrentamiento, a partido único, entre los subcampeones de cada torneo.
La clasificación final se establece con arreglo a los puntos totales obtenidos por cada equipo al finalizar el campeonato. Los equipos obtienen tres puntos por cada partido ganado, un punto por cada empate y ningún punto por los partidos perdidos.
El campeón es el equipo que sume más puntos al final del torneo.
Para el descenso de división se considera la división de los puntos ganados sobre los partidos jugados en las 3 últimas temporadas (6 últimos torneos). Los 2 últimos de esa tabla descienden a la Segunda División y el 15º y el 16º juegan una promoción con 2 equipos de esa división.
La promoción consta de un partido en el que se enfrentan dos equipos de la Primera División contra otros dos de la Segunda División. El ganador jugará la próxima temporada en la Primera División. En caso de empate, mantendrá la categoría el equipo de la Primera División.
Los campeones de ambos torneos se disputan la Copa Álvaro Castro.

## Historia
En 1986, la AFA organizó el primer campeonato de fútbol sala bajo la modalidad de la FIFA. Participaron del torneo Boca Juniors, Huracán, Independiente, Acassuso, Argentinos Juniors, Gimnasia y Esgrima La Plata, Racing Club, Yupanqui, Platense, River Plate, Atlanta, Fénix, Rosario Central y Newell´s Old Boys. El torneo fue anual y jugaron todos contra todas en partidos de ida y vuelta.
Con este diseño de campeonato se jugó los primeros once años, aunque con una merma significativa de participantes. Ante este contratiempo, se buscaron alternativas para aumentar el número de clubes. Debido a las gestiones del señor Julio Humberto Grondona, comenzaron a disputar los torneos de fútbol sala los equipos no directamente afiliados a la AFA.
El éxito de la convocatoria fue inmediato, al punto que en 1997 se inscribieron 30 equipos, lo que dio lugar a la realización de un torneo que clasificara a 18 conjuntos para jugar en Primera División y los 12 restantes en certámenes de Ascenso. Ese mismo año, comenzaron a disputarse dos campeonatos anuales: Apertura y Clausura.
En 2016 se restauró el certamen a un único torneo anual. 

### Equipos temporada 2021
Esta liga es considerada la máxima categoría de la Argentina aunque nuclea a los clubes de la Ciudad de Buenos Aires, su área metropolitana y un equipo de la ciudad de Rosario.
| Club                                                     | Barrio / Localidad | Distrito                  | Primera participación | Temporadas totales | Último retorno | Temporadas consecutivas desde el último retorno | Ubicación en el campeonato 2020 |
| -------------------------------------------------------- | ------------------ | ------------------------- | --------------------- | ------------------ | -------------- | ----------------------------------------------- | ------------------------------- |
| 17 de Agosto                                             | Villa Pueyrredón   | Ciudad de Buenos Aires    | 2004                  | 17                 | —              | —                                               | Octavos de final                |
| América del Sud                                          | Parque Avellaneda  | Ciudad de Buenos Aires    | 2006                  | 15                 | 2008           | 13                                              | Octavos de final                |
| Barracas Central                                         | Barracas           | Ciudad de Buenos Aires    | 2012                  | 10                 | —              | —                                               | Cuartos de final                |
| Boca Juniors                                             | La Boca            | Ciudad de Buenos Aires    | 1986                  | 36                 | —              | —                                               | Campeón                         |
| Camioneros                                               | Villa Devoto       | Ciudad de Buenos Aires    | 2020                  | 2                  | —              | —                                               | Cuartos de final                |
| El Talar                                                 | Agronomía          | Ciudad de Buenos Aires    | 2018                  | 3                  | —              | —                                               | Octavos de final                |
| Estrella de Maldonado                                    | Palermo            | Ciudad de Buenos Aires    | 2020                  | 2                  | —              | —                                               | Octavos de final                |
| Ferro Carril Oeste                                       | Caballito          | Ciudad de Buenos Aires    | 1994                  | 24                 | 2017           | 4                                               | Cuartos de final                |
| Kimberley                                                | Villa Devoto       | Ciudad de Buenos Aires    | 2008                  | 14                 | —              | —                                               | Subcampeón                      |
| Pinocho                                                  | Villa Urquiza      | Ciudad de Buenos Aires    | 2002                  | 20                 | —              | —                                               | Octavos de final                |
| San Lorenzo de Almagro                                   | Boedo              | Ciudad de Buenos Aires    | 1999                  | 23                 | —              | —                                               | Semifinales                     |
| Banfield                                                 | Banfield           | Provincia de Buenos Aires | 2011                  | 9                  | 2018           | 4                                               | Octavos de final                |
| Independiente                                            | Avellaneda         | Provincia de Buenos Aires | 1986                  | 17                 | 2021           | 1                                               | —                               |
| Racing Club                                              | Avellaneda         | Provincia de Buenos Aires | 1986                  | 21                 | 2019           | 3                                               | Cuartos de final                |
| Sindicato de Empleados de Comercio de Lanús y Avellaneda | Avellaneda         | Provincia de Buenos Aires | 2019                  | 3                  | —              | —                                               | Octavos de final                |
| Hebraica                                                 | Pilar              | Provincia de Buenos Aires | 1997                  | 17                 | 2011           | 11                                              | Octavos de final                |
| Villa La Ñata                                            | Dique Luján        | Provincia de Buenos Aires | 2014                  | 8                  | —              | —                                               | Semifinales                     |
| Newell's Old Boys                                        | Rosario            | Provincia de Santa Fe     | 1986                  | 15                 | 2021           | 1                                               | —                               |

## Palmarés
| Temporada | Temporada | Campeón            | Subcampeón         |
| 1986      | 1986      | Rosario Central    | Newell's Old Boys  |
| 1987      | 1987      | Newell's Old Boys  | Rosario Central    |
| 1988      | 1988      | Muñiz              | Atlanta            |
| 1989      | 1989      | Atlanta            | Newell's Old Boys  |
| 1990      |           | Atlanta            | Newell's Old Boys  |
| 1991      | 1991      | River Plate        | Boca Juniors       |
| 1992      | 1992      | Boca Juniors       | Newell's Old Boys  |
| 1993      |           | Boca Juniors       | Newell's Old Boys  |
| 1994      | 1994      | Newell's Old Boys  | Boca Juniors       |
| 1995      | 1995      | Laferrere          | Boca Juniors       |
| 1996      | 1996      | Atlanta            | Boca Juniors       |
| 1997      | Ap.       | Lugano             | Atlanta            |
| 1997      | Cl.       | Boca Juniors       | Lugano             |
| 1998      | Ap.       | Boca Juniors       | River Plate        |
| 1998      | Cl.       | Tigre              | River Plate        |
| 1999      | Ap.       | San Lorenzo        | Franja de Oro      |
| 1999      | Cl.       | San Lorenzo        | River Plate        |
| 2000      | Ap.       | Argentinos Juniors | Franja de Oro      |
| 2000      | Cl.       | San Lorenzo        | Boca Juniors       |
| 2001      | Ap.       | Franja de Oro      | Boca Juniors       |
| 2001      | Cl.       | San Lorenzo        | Boca Juniors       |
| 2002      | Ap.       | Villa Modelo       | River Plate        |
| 2002      | Cl.       | River Plate        | Argentinos Juniors |
| 2003      | Ap.       | River Plate        |                    |
| 2003      | Cl.       | Boca Juniors       |                    |
| 2004      | Ap.       | Argentinos Juniors |                    |
| 2004      | Cl.       | San Lorenzo        |                    |
| 2005      | Ap.       | Pinocho            |                    |
| 2005      | Cl.       | Pinocho            |                    |
| 2006      | Ap.       | Pinocho            | Caballito Juniors  |
| 2006      | Cl.       | San Lorenzo        | Pinocho            |
| 2007      | Ap.       | Pinocho            |                    |
| 2007      | Cl.       | Pinocho            |                    |
| 2008      | Ap.       | Pinocho            | Caballito Juniors  |
| 2008      | Cl.       | Pinocho            |                    |
| 2009      | Ap.       | Pinocho            |                    |
| 2009      | Cl.       | Pinocho            |                    |
| 2010      | Ap.       | Pinocho            |                    |
| 2010      | Cl.       | Pinocho            |                    |
| 2011      | Ap.       | Pinocho            | Caballito Juniors  |
| 2011      | Cl.       | Boca Juniors       |                    |
| 2012      | Ap.       | Boca Juniors       |                    |
| 2012      | Cl.       | Pinocho            |                    |
| 2013      | Ap.       | Boca Juniors       |                    |
| 2013      | Cl.       | Boca Juniors       |                    |
| 2014      | Ap.       | Boca Juniors       |                    |
| 2014      | Cl.       | Boca Juniors       |                    |
| 2015      | Ap.       | Kimberley          |                    |
| 2015      | Cl.       | Pinocho            |                    |
| 2016      | 2016      | Kimberley          | Boca Juniors       |
| 2017      | 2017      | Boca Juniors       | Kimberley          |
| 2018      | 2018      | San Lorenzo        | Villa La Ñata      |
| 2019      | 2019      | San Lorenzo        | Boca Juniors       |
| 2020      | 2020      | Boca Juniors       | Kimberley          |
| 2021      | 2021      | Barracas Central   | Boca Juniors       |
| 2022      | 2022      | San Lorenzo        | Boca Juniors       |
| 2023      | 2023      | San Lorenzo        | Boca Juniors       |
| 2024      | 2024      | 17 de Agosto       | Pinocho            |

## Títulos por equipo
| Equipo             | Títulos | Años campeón                                                                                                   |
| ------------------ | ------- | --- |
| Pinocho            | 14      | 2005-A, 2005-C, 2006-A, 2007-A, 2007-C, 2008-A, 2008-C, 2009-A, 2009-C, 2010-A, 2010-C, 2011-A, 2012-C, 2015-C |
| Boca Juniors       | 13      | 1992, 1993, 1997-C, 1998-A, 2003-C, 2011-C, 2012-A, 2013-A, 2013-C, 2014-A, 2014-C, 2017, 2020                 |
| San Lorenzo        | 10      | 1999-A, 1999-C, 2000-C, 2001-C, 2004-C, 2006-C, 2018, 2019, 2022, 2023                                         |
| River Plate        | 3       | 1991, 2002-C, 2003-A,                                                                                          |
| Atlanta            | 3       | 1989, 1990, 1996                                                                                               |
| Kimberley          | 2       | 2015-A, 2016                                                                                                   |
| Argentinos Juniors | 2       | 2000-A, 2004-A                                                                                                 |
| Newell's Old Boys  | 2       | 1987, 1994 |
| Franja de Oro      | 1       | 2001-A |
| Rosario Central    | 1       | 1986 |
| Tigre              | 1       | 1998-C |
| Laferrere          | 1       | 1995 |
| Lugano             | 1       | 1997-A |
| Muñiz              | 1       | 1988 |
| Villa Modelo       | 1       | 2002-A |
| Barracas Central   | 1       | 2021 |
| 17 de Agosto       | 1       | 2024 |

## Movilidad interdivisional
| Temporada | Descendidos de Primera División                                       | Ascendidos de Primera B                                                               |
| --------- | --------------------------------------------------------------------- | ------------------------------------------------------------------------------------- |
| 1999      | Racing Club Hebraica                                                  | San Lorenzo de Almagro Villa Modelo                                                   |
| 2000      | Platense General Lamadrid Newell's Old Boys                           | Parque Racing Club                                                                    |
| 2001      | Rosario Central                                                       | No hubo                                                                               |
| 2002      | Tigre                                                                 | Pinocho Unión General Armenia de Beneficencia General Lamadrid Jorge Newbery Platense |
| 2003      | Racing Club Jorge Newbery                                             | Hebraica Atlanta                                                                      |
| 2004      | Atlanta Huracán                                                       | 17 de Agosto Rosario Central                                                          |
| 2005      | Unión General Armenia de Beneficencia                                 | Caballito Juniors Independiente                                                       |
| 2006      | Hebraica Platense Parque Villa Modelo                                 | Jorge Newbery Huracán América del Sud                                                 |
| 2007      | Parque América del Sud Jorge Newbery                                  | Platense Las Heras Barrio Marcelo Torcuato de Alvear                                  |
| 2008      | Glorias                                                               | América del Sud Parque Kimberley                                                      |
| 2009      | Rosario Central Platense Barracas Bolívar                             | Allende Juvencia Hebraica                                                             |
| 2010      | Huracán Hebraica                                                      | Nueva Estrella Glorias Arsenal                                                        |
| 2011      | Glorias Arsenal General Lamadrid                                      | Racing Club Banfield Cultural Hebraica                                                |
| 2012      | Argentinos Juniors Parque                                             | All Boys Barracas Central Glorias                                                     |
| 2013      | Juvencia Independiente All Boys                                       | Barrio Marcelo Torcuato de Alvear El Porvenir Chacarita Juniors                       |
| 2014      | Ferro Carril Oeste                                                    | Almafuerte Villa La Ñata Villa Modelo                                                 |
| 2015      | Almafuerte Nueva Estrella Villa Modelo                                | Arsenal Country Estrella de Boedo                                                     |
| 2016      | Arsenal Banfield El Porvenir                                          | Independiente Juvencia Universidad Abierta Interamericana Urquiza                     |
| 2017      | Caballito Juniors Juvencia Universidad Abierta Interamericana Urquiza | Jorge Newbery Huracán Ferro Carril Oeste                                              |
| 2018      | Racing Club Estrella de Boedo Huracán Country                         | Banfield El Talar                                                                     |
| 2019      | Glorias Jorge Newbery                                                 | Racing Club Sindicato de Empleados de Comercio de Lanús y Avellaneda                  |
| 2020      | Independiente River Plate                                             | Camioneros Estrella de Maldonado                                                      |
| 2021      | No hubo                                                               | Newell's Old Boys Independiente                                                       |
| 2022      | Camioneros Estrella de Maldonado                                      | Gimnasia y Esgrima La Plata Atlanta                                                   |
| 2023      | El Talar Newell's Old Boys                                            | Nueva Chicago Jorge Newbery                                                           |
| 2024      | Villa La Ñata Banfield                                                | Glorias Camioneros                                                                    |
| 2025      | Nueva Chicago Atlanta                                                 | River Plate Newell's Old Boys                                                         |

## Copa Argentina de Futsal
La Copa Argentina de Futsal es una competición que enfrenta a todos los clubes participantes de las 4 divisiones del Campeonato de Futsal AFA, más algunos participantes de ligas del interior del país. El campeón de la Copa Argentina obtiene el derecho a participar en la Fase Final Nacional de la LNFA de la misma temporada y en la Supercopa de Futsal AFA y de la temporada siguiente.

### Forma de disputa
La Copa se juega con el formato de eliminación directa a partido único en cancha neutral. El cuadro principal está formado por 64 clubes: todos los de 1ª División (16), todos los de 1ª División "B" (21), y los ganadores de 2 rondas previas donde participan los equipos del interior del país, 1ª División "C" y 1ª División "D".

### Palmarés
| Año  | Lugar               | Campeón     | Subcampeón    | Referencias |
| ---- | ------------------- | ----------- | ------------- | ----------- |
| 2015 | Racing Club         | Alvear      | Boca Juniors  | [ 6 ] [ 7 ] |
| 2016 | Racing Club         | River Plate | Independiente | [ 8 ]       |
| 2017 | San Lorenzo / Ferro | River Plate | Villa La Ñata | [ 9 ]       |
| 2018 | Gorki Grana         | San Lorenzo | Kimberley     | [ 10 ]      |
| 2019 | Racing Club         | Ferro       | Boca Juniors  | [ 11 ]      |

### Títulos por equipo
| Equipo        | Títulos | Subtítulos | Años campeón | Años subcampeón |
| ------------- | ------- | ---------- | ------------ | --------------- |
| River Plate   | 2       | 0          | 2016, 2017   |                 |
| Alvear        | 1       | 0          | 2015         |                 |
| San Lorenzo   | 1       | 0          | 2018         |                 |
| Ferro         | 1       | 0          | 2019         |                 |
| Boca Juniors  | 0       | 2          |              | 2015, 2019      |
| Independiente | 0       | 1          |              | 2016            |
| Villa La Ñata | 0       | 1          |              | 2017            |
| Kimberley     | 0       | 1          |              | 2018            |

## TV
- Fox Sports (2008 — 2016)
- Fox Sports 2 (2016 — 2017)
- TNT Sports (2017 — 2021)
- DeporTV (2021 — presente)